# Port lotniczy Książę Hasan
Port lotniczy Książę Hasan – port lotniczy położony w miejscowości H5 w Jordanii. Używany jest przez armię jordańską.

## Historia
Port początkowo wykorzystywany był jako przepompownia dla rurociągu naftowego biegnącego od Iraku do Hajfy w Izraelu. Pasa startowego używały Brytyjskie Siły Powietrzne (RAF) oraz Iraq Petroleum Company - poczta powietrzna latająca między Bagdadem, Ammanem a Kairem. Baza wojskowa została otworzona w 1969 roku i nazwano ją na cześć księcia HRH El Hassana.